# باولين بريمر
باولين بريمر (بالألمانية: Pauline Bremer)‏ (10 أبريل 1996 في ألمانيا - ) هي لاعبة كرة قدم ألمانية في مركز الوسط. شاركت مع منتخب ألمانيا لكرة القدم للسيدات ومنتخب ألمانيا تحت 17 سنة للسيدات لكرة القدم ومنتخب ألمانيا تحت 19 سنة للسيدات لكرة القدم ومنتخب ألمانيا تحت 20 سنة للسيدات لكرة القدم. أما مع النوادي، فقد لعبت مع أولمبيك ليون لكرة القدم للسيدات ومنتخب ألمانيا الوطني لكرة القدم للسيدات تحت 15 سنة ‏ وتوربينه بوتسدام ومانشستر سيتي للسيدات.

## وصلات خارجية
- باولين بريمر على موقع الاتحاد الدولي (مؤرشف)  (الإنجليزية)
- باولين بريمر على موقع الاتحاد الأوربي (الإنجليزية)
- باولين بريمر على موقع قاعدة بيانات كرة القدم.إي يو (الإنجليزية)
- باولين بريمر على موقع Soccerway.com (الإنجليزية)
- باولين بريمر على موقع عالم كرة القدم.نت (الإنجليزية)